# Casale Corte Cerro
Casale Corte Cerro (Casal in dialetto locale) è un comune italiano di 3 333 abitanti della provincia del Verbano-Cusio-Ossola in Piemonte.

## Geografia fisica

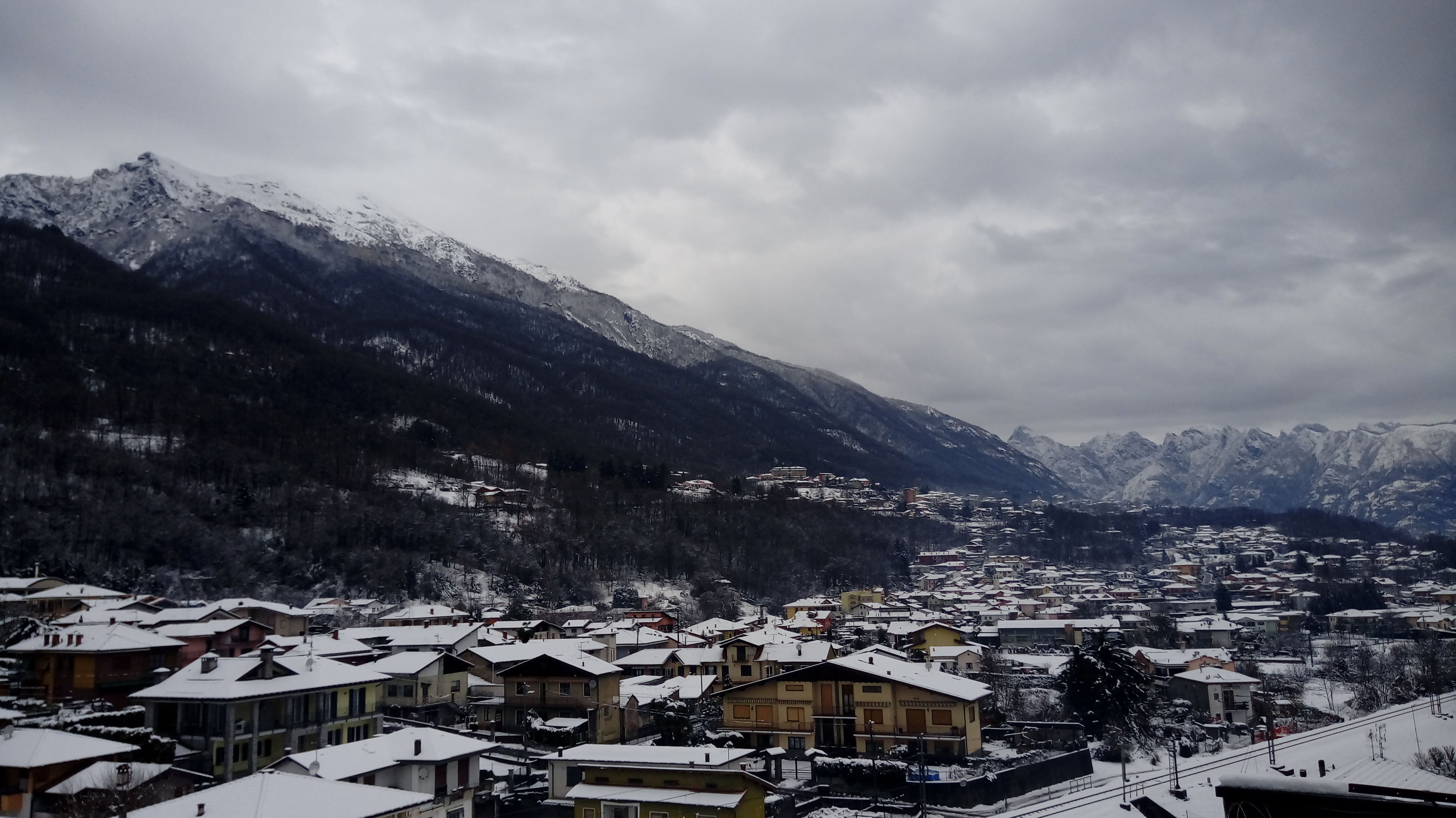
Casale Corte Cerro innevato

Il comune di Casale Corte Cerro si trova a metà strada tra Gravellona Toce e Omegna, incastonato fra il Monte Cerano e il Mottarone, nella Val Corcera, a sua volta nelle Alpi Pennine.
Localizzato a 15 km da Verbania, a 50 km da Locarno (CH-TI), a 95 km da Briga-Glis (CH-VS), a 100 km da Milano e 135 da Torino, la sua altitudine varia dai 225 metri della località Fontanaccia fino ai 1702 metri del Cerano (Colma Auta).
Il territorio comunale è in gran parte boschivo ed è percorso da una fitta rete di sentieri che, dalle località di Casale Capoluogo, Ramate, Montebuglio, Arzo, Cafferonio, Sant'Anna, Pramore, Cassinone, conducono ai vari alpeggi situati sulle ripide pendici della montagna (monte Zuccaro e monte Cerano).
Da questi alpeggi, se le giornate sono limpide, si gode il panorama sui laghi d'Orta, Maggiore, di Varese, di Monate, di Comabbio, e sulla pianura novarese e lombarda. Fino al 1913 comprendeva anche il comune di Gravellona Toce, poi costituitosi autonomo.

## Storia

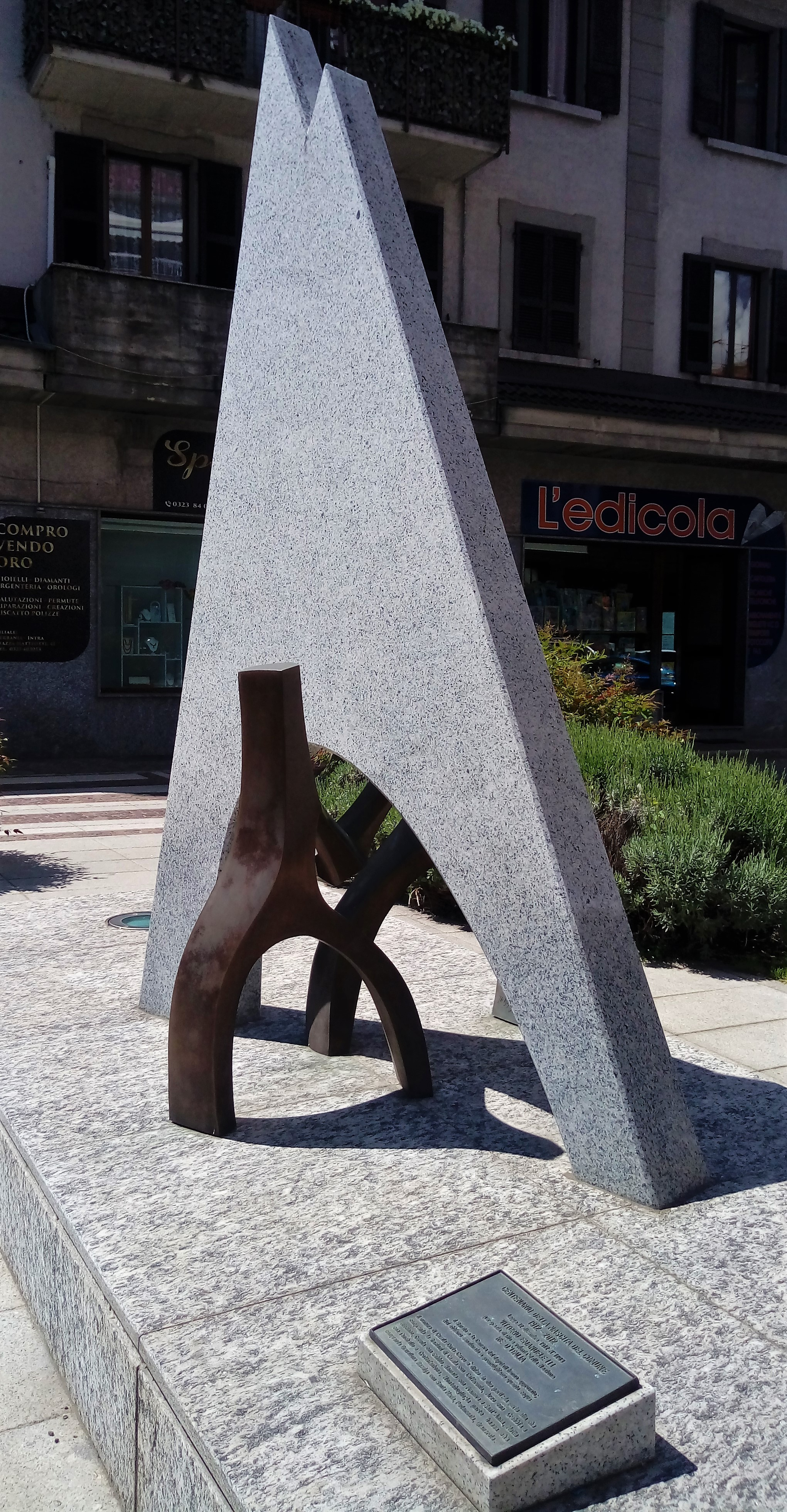
Monumento per il centenario dell'istituzione del Comune di Gravellona Toce

Ancora nella prima metà dell'Ottocento, il "Dizionario geografico" di Goffredo Casalis, distingueva il comune in due entità: borgo di Casale (in latino Casale Pallantinorum) e Cerro di Ossola (in latino Cerrum Oscellorum); attualmente, seppur dislocato su più frazioni, il comune è unitario.
Il suo nome, triplice e composito, rivela una storia antica, anche travagliata. Geograficamente il comune sorge in una posizione importante in quanto segue il percorso dello Strona, nella sua parte finale, prima di giungere nell'abitato di Gravellona Toce; per questa sua privilegiata locazione fu abitato da popolazioni di origine celtica dal II millennio a.C.
Successivamente con l'avvento dell'Impero romano venne inglobato in esso attorno alla fine del I secolo a.C., di cui rimangono alcune testimonianze, come un'epigrafe funeraria. Nel corso del IV secolo venne invaso dai Barbari, insieme a tutta l'area cusiana. Gli albori del borgo si intravidero con la costruzione di un castello, fra la piana del Toce e il Cerano, in epoca carolingia e con la successiva introduzione del feudalesimo nell'anno 800: nacque ufficialmente la corte di Cerro, governata dai Conti di Crusinallo.
Il borgo, a partire dal 1013, fu oggetto di contesa, in quanto altri feudatari locali pretendevano il dominio su esso. Cerro, nel Basso Medioevo, subì una importante crescita economica, interrotta però dalla guerra fra guelfi e ghibellini, il cui culmine giunse nel 1310, quando i ghibellini assalirono, incendiarono e distrussero Cerro (i Conti di Crusinallo, signorotti del contado, erano guelfi alleati con Novara).
Coloro che sopravvissero all'attacco ghibellino scapparono nei casali di montagna, dando origine all'attuale triplice denominazione del comune. Attorno al 1500, il borgo fu sotto la giurisdizione della Contea di Angera, prima di diventare terra dei Borromeo. Con Napoleone subì la dominazione francese, poi quella austriaca, prima di entrare nella sfera dei Savoia. Nel 1861 i suoi confini furono inclusi nel neonato Regno d'Italia.
Con il R.D. del 29 ottobre 1868 il comune di Montebuglio viene soppresso e aggregato al comune di Casale Corte Cerro. Nel 1913 la frazione di Gravellona Toce si costituì comune autonomo. Nella seconda guerra mondiale fu teatro di un feroce scontro fra partigiani e tedeschi.

### Simboli
Lo stemma è stato concesso con regio decreto del 9 dicembre 1941.
Il gonfalone è un drappo di rosso.

## Monumenti e luoghi d'interesse

### Architetture religiose

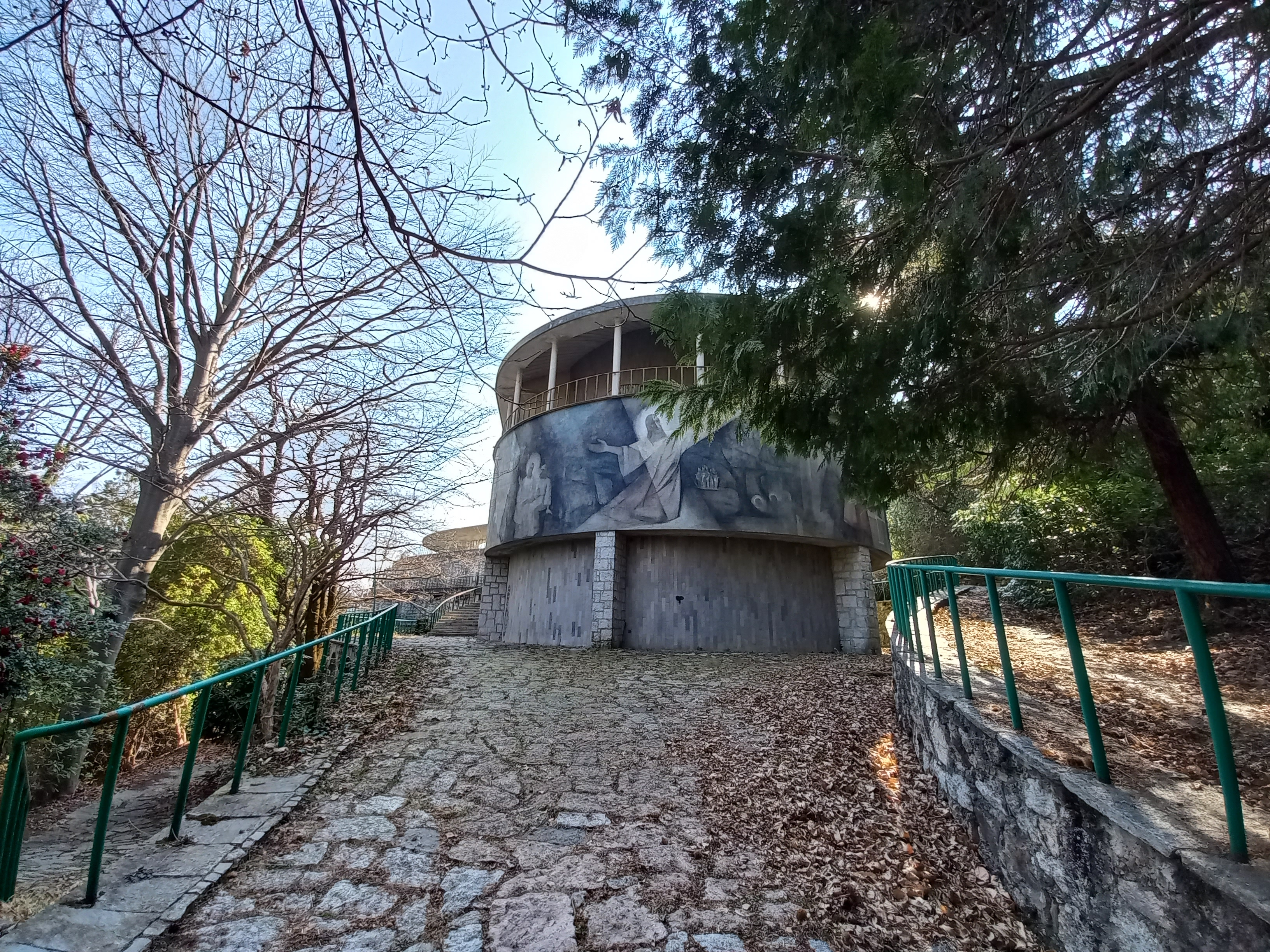
Facciata anteriore del complesso del Getsemani

#### Santuario del Getsemani
Appena sopra il capoluogo, a quota 500 metri, si trova il Santuario del Getsemani, costruito nel 1950, per volere di Luigi Gedda, come casa di esercizi spirituali, ora chiuso, in attesa di ristrutturazione. Attualmente si può raggiungere percorrendo una mulattiera, in salita, per circa 15 minuti; il percorso è costeggiato dalle fermate della Via Crucis, poste nei tornanti del percorso. In alternativa è stata attiva in passato una funivia che dalla località Cafferonio, portava al santuario; entrambe le stazioni, sia quella di partenza, sia quella d'arrivo, sono ancora presenti, ma non più funzionanti. Le raffigurazioni murali (170 m2), esterne al santuario, sono del pittore svizzero Théodore Strawinsky, unica sua opera in territorio nazionale.

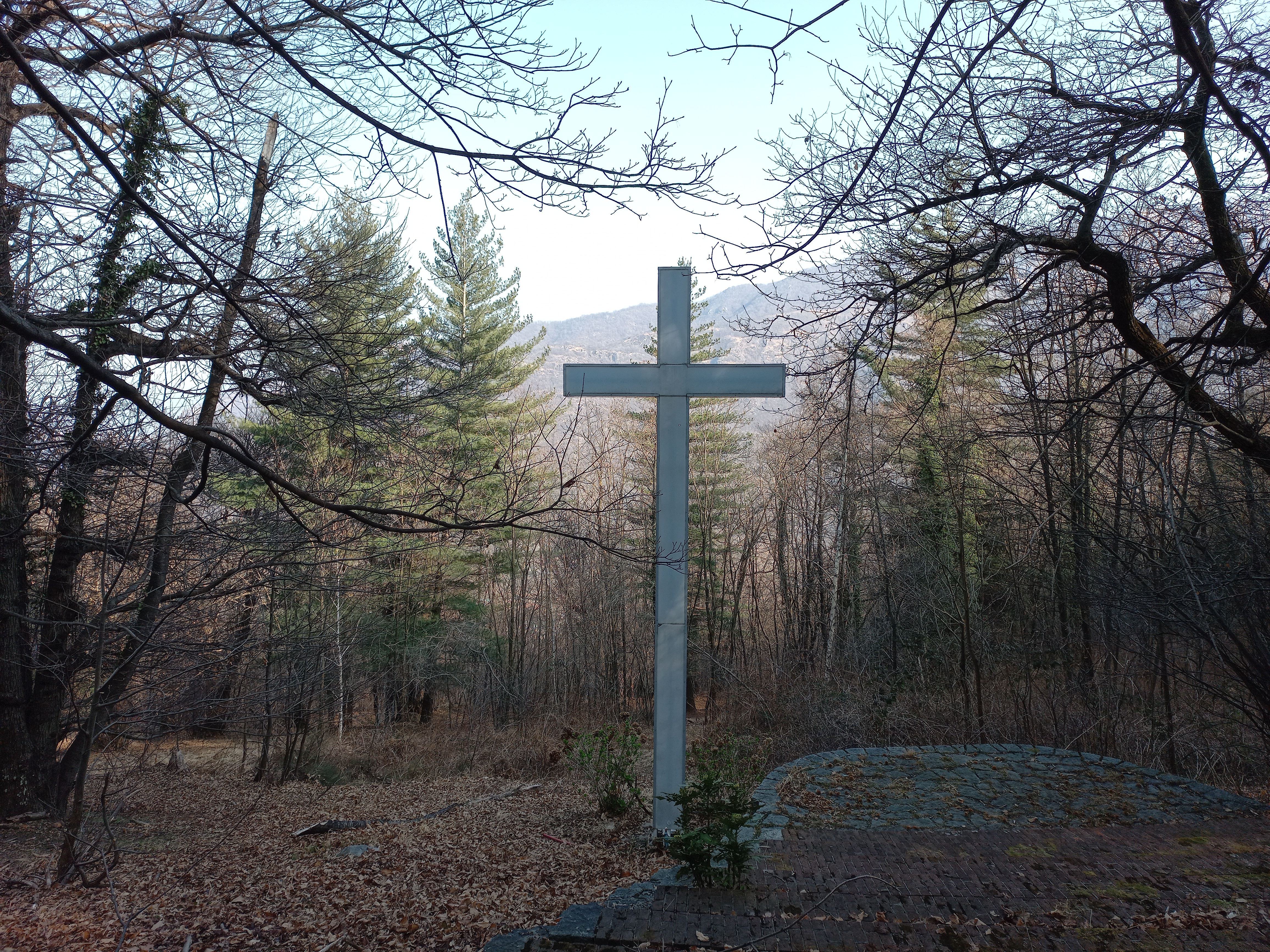
Croce del complesso del Getsemani

All'interno del Getsemani si può ammirare un mosaico dedicato alla Madonna, richiamante la proclamazione del dogma dell'assunzione, voluto da papa Pio XII; nella cripta si può vedere la statua del Gesù agonizzante, il pavimento in marmo rosso dei Pirenei, un mosaico raffigurante gli apostoli dormienti e un pezzo di marmo verde africano proveniente dalla prima basilica che l'imperatore Costantino e papa Silvestro I fecero erigere a Roma sulla tomba di san Pietro. A sud del complesso si erge una grande croce azzurra, da cui si ammira Gravellona Toce e il Montorfano, e con altri 2 minuti di camminata, si giunge al rio Urcia, in cui, fra le rocce circondati il torrente, si trova una statua della Vergine Maria.

#### Chiesa Parrocchiale di San Giorgio Martire
La chiesa parrocchiale del capoluogo, le cui prime notizie certe risalgono al 1046,è dedicata a san Giorgio e alla Assunzione di Maria. Di impianto romanico la prima messa in opera avvenne nel 1352 e dopo vari interventi barocchi arriva la sua definitiva consacrazione il 7 luglio 1697 dal vescovo Giovanni Battista Visconti. Subì grandi interventi tra '800 e '900 come gli affreschi delle volte, opera dei pittori Morgari e De Giorgi.

#### Altre Chiese
Tra i monumenti meritano una citazione le chiese importanti del territorio: la chiesa parrocchiale a Montebuglio, del 1600-1700; la chiesa parrocchiale dedicata a san Lorenzo e a sant'Anna a Ramate, originariamente oratorio del 1600 poi ampliato nel 1959 a seguito dell'elevazione a parrocchia. Altra chiesa importante è un piccolo santuario in mezzo ai boschi, dedicato alla Madonna di Caravaggio, conosciuto come santuario del Balmello, situato fra le frazioni di Montebuglio e Cassinone.
Esistono poi alcuni oratori, quali l'oratorio dedicato a san Defendente e a santo Stefano nella frazione di Arzo, l'oratorio nella frazione dalla frazione della Cereda dedicato a san Rocco e alla Madonna della Mercede, l'oratori della frazione di Crebbia dedicato alla SS. Trinità e l'oratorio della frazione di Tanchello dedicato a san Giovanni Battista; infine sono presenti sul territorio numerose cappelle che vanno dalla più bassa localizzata nella frazione del Gabbio a quella edificata in alta montagna nella zona chiamata Minarola (Näròlä).

## Società

### Evoluzione demografica
Abitanti censiti

Al 1º gennaio 2019 i residenti di sesso maschile sono 1 708 (49,3%) mentre di sesso femminile sono 1 758 (50,7%).

### Etnie e minoranze straniere
Al 1º gennaio 2019 i residenti stranieri erano 111, equivalenti al 3,2% della popolazione totale; le nazioni più rappresentate sono Ucraina (23), Romania (15) e Marocco (12).

### Tradizioni e folclore
A Casale Corte Cerro vi sono numerose tradizioni: in ordine cronologico la prima durante l'anno è la festa di san Giorgio che cade la domenica dopo il 23 aprile (la ricorrenza del santo); in questa festa nelle case era tradizione confezionare alcuni dolci fra cui la torta del pane (torta a base di pane, latte, uova, cioccolato e altri ingredienti che cambiano di famiglia in famiglia), la figascinä, tradizionali focaccine dolci di pasta frolla, e la casertä, una torta molto semplice il cui impasto sbattuto molto a lungo le donava la sua caratteristica sofficità. L'ultima settimana di maggio vi è la festa di Primavera a Montebuglio. Infine vi è la festività della Madonna delle Figlie (Madònä Di Mätän): questa festa ha inizio con la terza domenica d'ottobre quando il parroco annuncia alla popolazione la sua scelta di nominare una priora e una vicepriora, la prima deve essere una donna sposata e di almeno 65 anni, mentre la seconda non deve essere ancora sposata. La festa continua il sabato della seconda settimana di novembre quando bambine e ragazze dette cercone (scärcugn), vanno di casa in casa con un piccolo alberello di bosso decorato con fiocchi e caramelle, chiedendo offerte per la chiesa, dando in cambio caramelle, arachidi e mandarini tutti prodotti che anticamente nella zona erano rari e ricercati dai bambini; la festa si conclude con la messa della domenica della terza settimana di novembre, considerata dai casalesi una festa alla pari della festa patronale.

## Cultura

### Musei
Nel 2014, nel capoluogo comunale, si è inaugurato il museo della latteria turnaria, con lo scopo di raccontare una storia iniziata nel 1872.

### Biblioteche
La biblioteca comunale, situata poco lontano dal museo della latteria turnaria, è stata riaperta nel 1997, dopo un periodo di chiusura, iniziato nel 1980; attualmente dispone di quasi 6000 volumi.

## Infrastrutture e trasporti
La strada principale è la strada statale 229 del Lago d'Orta, che attraversa il comune nelle località di Sant'Anna e Gabbio; con la realizzazione della circonvallazione della SS229 (tratto Omegna-Gravellona Toce), è stata inaugurata l'uscita Casale Corte Cerro in località Ramate. L'Autostrada di riferimento, data la vicinanza a Gravellona Toce è l'A26.
Il comune è servito dai pullman della V.C.O. Trasporti nelle linee Omegna-Verbania Trobaso e Omegna-Casale Corte Cerro; i riferimenti ferroviari sono le stazioni di Omegna-Crusinallo e di Gravellona Toce per la linea Novara-Domodossola, e la stazione di Verbania-Pallanza per la linea Domodossola-Arona-Milano.

## Amministrazione
Di seguito è presentata una tabella relativa alle amministrazioni che si sono succedute in questo comune.
| Periodo        | Periodo        | Primo cittadino         | Partito                         | Carica  | Note  |
| -------------- | -------------- | ----------------------- | ------------------------------- | ------- | ----- |
| 24 aprile 1995 | 14 giugno 1999 | Eligio Umberto Maggiola | centro                          | Sindaco | [ 8 ] |
| 14 giugno 1999 | 14 giugno 2004 | Eligio Umberto Maggiola | lista civica                    | Sindaco | [ 8 ] |
| 14 giugno 2004 | 8 giugno 2009  | Claudio Pizzi           | lista civica                    | Sindaco | [ 8 ] |
| 8 giugno 2009  | 26 maggio 2014 | Claudio Pizzi           | lista civica                    | Sindaco | [ 8 ] |
| 26 maggio 2014 | 27 maggio 2019 | Grazia Richetti         | lista civica Insieme per Casale | Sindaco | [ 8 ] |
| 27 maggio 2019 | in carica      | Claudio Pizzi           | lista civica Insieme per Casale | Sindaco | [ 8 ] |

### Altre informazioni amministrative

#### Comunità montane
Casale Corte Cerro ha fatto parte della Comunità Montana dello Strona e Basso Toce sino al 2010, quando è confluito nella neonata Comunità montana Due Laghi, Cusio Mottarone e Val Strona, anch'essa soppressa nel 2012.
Ora fa parte dell'unione montana del Cusio e del Mottarone e aderisce all'Ecomuseo del Lago d'Orta e Mottarone.

## Sport

### Calcio
La squadra di calcio cittadina è l'ASD Casale Corte Cerro, che nella stagione 2021/2022 milita in 2ª categoria Girone A (Piemonte). Vi è inoltre la presenza dell'A.S.D. Ramatese Omegna (con sede in Ramate), squadra fondata nel 1988, dedicata esclusivamente al settore giovanile.